# Eumegistus brevorti
Eumegistus brevorti es una especie de peces de la familia Bramidae en el orden de los Perciformes.

## Morfología
• Los machos pueden llegar alcanzar los 61 cm de longitud total.

## Distribución geográfica
Se encuentra al oeste del  Atlántico central.